# Mistrovství světa v ledním hokeji 1958
25. mistrovství světa  a 36. mistrovství Evropy v ledním hokeji probíhalo ve dnech 28. února - 9. března 1958 v norském hlavním městě Oslo.
Mistrovství světa se mělo původně konat ve Vídni. Na kongresu IIHF v březnu 1957 Rakousko informovalo, že není schopno dostavět včas stadión pro šampionát a pořadatelství se vzdalo.
Problém byl i s účastníky. Nejdříve se přihlásilo deset zemí: Švédsko, SSSR, Československo, Kanada, USA, Finsko, Polsko, Norsko, Švýcarsko a NDR. V říjnu 1957 odstoupilo Švýcarsko, které bylo nahrazeno Francií. V lednu 1958 pro změnu odstoupila NDR, pozváno bylo Maďarsko. 22. ledna Maďarsko informovalo, že není schopno se na šampionát připravit. Organizační výbor už začal být zoufalý a rozeslal pozvánky do Itálie, Belgie, Německa, Rakouska a Jugoslávie, ale žádný z oslovených svazů nedal pozitivní odpověď. 26. ledna odstoupila také Francie a počet účastníků byl snížen z desíti na osm.
Osm účastníků hrálo v jedné skupině jednokolově systémem každý s každým.

## Výsledky a tabulky
| 25. | Mistrovství světa | CAN  | URS  | SWE  | TCH | USA  | FIN  | NOR  | POL  | V | R | P | Skóre | B  |
| 1.  | Kanada            | ***  | 4:2  | 10:2 | 6:0 | 12:1 | 24:0 | 12:0 | 14:1 | 7 | 0 | 0 | 82:6  | 14 |
| 2.  | SSSR              | 2:4  | ***  | 4:3  | 4:4 | 4:1  | 10:0 | 10:2 | 10:1 | 5 | 1 | 1 | 44:15 | 11 |
| 3.  | Švédsko           | 2:10 | 3:4  | ***  | 7:1 | 8:3  | 5:2  | 9:0  | 12:2 | 5 | 0 | 2 | 46:22 | 10 |
| 4.  | ČSR               | 0:6  | 4:4  | 1:7  | *** | 2:2  | 5:1  | 2:0  | 7:1  | 3 | 2 | 2 | 21:21 | 8  |
| 5.  | USA               | 1:12 | 1:4  | 3:8  | 2:2 | ***  | 4:2  | 6:1  | 12:4 | 3 | 1 | 3 | 29:33 | 7  |
| 6.  | Finsko            | 0:24 | 0:10 | 2:5  | 1:5 | 2:4  | ***  | 2:1  | 2:2  | 1 | 1 | 5 | 9:51  | 3  |
| 7.  | Norsko            | 0:12 | 2:10 | 0:9  | 0:2 | 1:6  | 1:2  | ***  | 8:3  | 1 | 0 | 6 | 12:44 | 2  |
| 8.  | Polsko            | 1:14 | 1:10 | 2:12 | 1:7 | 2:12 | 2:2  | 3:8  | ***  | 0 | 1 | 6 | 14:65 | 1  |

| 36. | Mistrovství Evropy |
| 1.  | SSSR               |
| 2.  | Švédsko            |
| 3.  | ČSR                |
| 4.  | Finsko             |
| 5.  | Norsko             |
| 6.  | Polsko             |

- Titul mistra Evropy do 1970 získalo evr. mužstvo, které se umístilo nejlépe v konečné tabulce MS.

 Československo –  Finsko 	5:1 (2:0, 2:0, 1:1)
28. února 1958 (14:00) – Oslo (Jordal Amfi)

Branky Československa: 17:46 Jaroslav Jiřík, 18:29 Václav Fröhlich, 23:41 Jaroslav Volf, 38:53 Miroslav Vlach, 58:53 Jaroslav Volf.

Branky Finska: 42:45 Eino Pollari.

Rozhodčí: Johan Narvestad (NOR), Karelius Paulsberg (NOR)

Vyloučení: 1:1 (0:0)

Diváků: 2 500
ČSR: Jiří Kulíček – Karel Gut, František Tikal, Stanislav Sventek, Jan Kasper – Miroslav Vlach, František Schwach, Miloslav Šašek – František Vaněk, Václav Pantůček, Ján Starší – Jaroslav Volf, Václav Fröhlich, Jaroslav Jiřík.
Finsko: Esko Niemi – Matti Lampainen, Erkki Koiso, Mauno Nurmi, Heino Pulli – Jorma Salmi, Raimo Kilpiö, Teppo Rastio – Voitto Soini, Eino Pollari, Kari Aro – Yrjö Hakala, Erkki Hytönen, Esko Luostarinen.
 Norsko –  Švédsko 	0:9 (0:0, 0:5, 0:4)
28. února 1958 (17:30) – Oslo (Jordal Amfi)

Branky Švédska: 23:23 Erling Lindström, 26:35 Ronald Pettersson, 27:57 Hans Svedberg, 33. Sven Tumba Johansson, 35:13 Carl-Göran Öberg, 40:34 Gösta Westerlund, 46:55 Sigurd Bröms, 55:13 Lars-Eric Lundvall, 57:50 Sven Tumba Johansson.

Rozhodčí: Andrej Starovojtov (URS), Ivan Jachonin (URS)

Vyloučení: 3:5

Diváků: 3 674
Norsko: Wifladt (Steinbø) – Bakke, Brattås, Bjerklund, Tor Gundersen – Voigt, Smefjell, Ragnar Nilsen – Henrik Petersen, Walbye, Annar Petersen – Hellerud, Dalsøren, Einar Larsen.
Švédsko: Flodqvist – Björn, Stoltz, Svedberg, Vilgot Larsson – Bröms, Tumba Johansson, Carl G. Öberg – Ronald Pettersson, Nils Nilsson, Lundvall – Lindström, Westerlund, Hans Öberg.
  USA –  Polsko 	12:4 (4:2, 2:0, 6:2)
28. února 1958 (21:00) – Oslo (Jordal Amfi)

Branky USA: 5:25 Paul Johnson, 7:01 Gord Christian, 14:29 John Mayasich, 17:38 John Mayasich, 26:30 Paul Johnson, 30:45 Gord Christian, 40:40 John Mayasich, 42:05 Gord Christian, 49:01 John Mayasich, 49:10 John Mayasich, 54:50 John Mayasich, 59:45 William Christian.

Branky Polska: 6:20 Józef Kurek, 13:33 Józef Kurek, 47:00 Kazimierz Chodakowski, 55:45 Karol Burek.

Rozhodčí: Kurt Hauser (SUI), R. Clancy (ENG)

Vyloučení: 2:1

Diváků: 478
USA: Rigazio – McKinnon, Petroske, Ed Miller, Lawman – Meredith, Mayasich, P. Johnson – Roger Christian, William Christian, Gordon Christian – Wonoski.
Polsko: Pabisz – Chodakowski, Skórski, Olczyk, Regula – Kurek, Czech, Gosztyla – Pawelczyk, Wilczek, Burek – Ogórczyk, Bryniarski, Malysiak.
 Kanada –  Polsko 	14:1 (8:1, 1:0, 5:0)
1. března 1958 (14:00) – Oslo (Jordal Amfi)

Branky Kanady: 2:44 George Gosselin, 3:56 Tom O’Connor, 6:51 John McKenzie, 8:05 Tom O’Connor, 10:35 Conrad Broden, 15:25 Robert Attersley, 16:48 Bus Gagnon, 18:55 Sidney Smith, 27:38 Robert Attersley, 40:32 Robert Attersley, 42:20 Ted O’Connor, 54:10 George Gosselin, 57:45 Bus Gagnon, 58:38 George Gosselin.

Branky Polska: 9:10 Karol Burek.

Rozhodčí: Olle Viking (SWE), Gösta Ahlin (SWE)

Vyloučení: 3:3

Diváků: 735
Kanada: Edwards – Lamirande, Ted O’Connor, Treen, Sinden – Samolenko, Attersley, Gagnon – Smith, Broden, McKenzie – Burns, Tom O’Connor, Gosselin.
Polsko: Waclaw – Chodakowski, Zawada, Olczyk, Regula – Kurek, Czech, Gosztyla – Pawelczyk, Wilczek, Burek – Ogórczyk, Bryniarski, Jończyk.
 Švédsko –  Finsko 	5:2 (0:1, 2:0, 3:1)
1. března 1958 (17:30) – Oslo (Jordal Amfi)

Branky Švédska: 38:36 Sven Tumba Johansson, 39:40 Nisse Nilsson, 52:20 Roland Stoltz, 56:12 Carl-Göran Öberg, 59:32 Nisse Nilsson.

Branky Finska: 6:28 Raimo Kilpiö, 57:26 Yrjö Hakala.

Rozhodčí: Quido Adamec (TCH), Jaroslav Pokorný (TCH)

Vyloučení: 1:3

Diváků: 562
Švédsko: Flodqvist – Björn, Stoltz, Svedberg, Vilgot Larsson – Bröms, Tumba Johansson, Carl G. Öberg – Ronald Pettersson, Nisse Nilsson, Lundvall – Lindström, Westerlund, Hans Öberg.
Finsko: Niemi – Lampainen, Koiso, Lahtinen, Pulli – Salmi, Kilpiö, Rastio – Hakala, Vuorinen, Nieminen – Luostarinen, Soini, Pollari.
 Norsko –  SSSR 	2:10 (0:1, 1:5, 1:4)
1. března 1958 (21:00) – Oslo (Jordal Amfi)

Branky Norska: 23:25 Olav Dalsøren, 41:15 Georg Smefjell.

Branky SSSR: 2:30 Konstantin Loktěv, 29:35 Dmitrij Ukolov, 30:55 Alexandr Čerepanov, 35:01 Veniamin Alexandrov, 38:18 Alexej Guryšev, 39:56 Ivan Tregubov, 50:21 Alexandr Čerepanov, 53:15 Jurij Kopylov, 53:40 Alexej Guryšev, 59:16 Jurij Panťuchov.

Rozhodčí: Toni Neumayer (FRG), Jan Wycisk (POL)

Vyloučení: 3:3

Diváků: 1 300
Norsko: Wifladt – Bakke, Bjerklund, Tor Gundersen, Henrik Petersen – Voigt, Smefjell, Ragnar Nilsen – Hellerud, Dalsøren, Einar Larsen – Walbye, Annar Petersen.
SSSR: Jorkin – Sologubov, Tregubov, Sidorenkov, Ukolov – Guryšev, Chlystov, Panťuchov – Loktěv, Alexandrov, Čerepanov – Krylov, Jelizarov, Kopylov.
 SSSR –  Finsko 	10:0 (5:0, 1:0, 4:0)
2. března 1958 (17:30) – Oslo (Jordal Amfi)

Branky SSSR: 2:35 Veniamin Alexandrov, 2:52 Konstantin Loktěv, 3:42 Veniamin Alexandrov, 4:25 Ivan Tregubov, 8:25 Veniamin Alexandrov, 37:13 Jurij Kopylov, 47:02 Jurij Kopylov, 49:18 Veniamin Alexandrov, 49:51 Alexej Guryšev, 58:50 Jurij Krylov.

Rozhodčí: Gösta Ahlin (SWE), R. Clancy (ENG)

Vyloučení: 3:2
SSSR: Pučkov – Kučevskij, Tregubov, Sidorenkov, Ukolov – Guryšev, Chlystov, Panťuchov – Loktěv, Alexandrov, Čerepanov – Krylov, Jelizarov, Kopylov.
Finsko: Lahtinen – Vuorinen, Koiso, Nurmi, Pulli – Salmi, Kilpiö, Rastio – Soini, Pollari, Aro – Hakala, Hytönen, Nieminen.
 Norsko –  Kanada 	0:12 (0:4, 0:6, 0:2)
2. března 1958 (20:00) – Oslo (Jordal Amfi)

Branky Kanady: 1:25 John McKenzie, 5:21 Sidney Smith, 11:45 Conrad Broden, 19:36 Harry Sinden, 20:18 John McKenzie, 27:26 John McKenzie, 27:42 Sidney Smith, 29:39 Conrad Broden, 36:04 John McKenzie, 39:23 Gordon Myles, 54:02 Bus Gagnon, 58:23 Robert Attersley.

Rozhodčí: Risto Lindroos (FIN), Kurt Hauser (SUI)

Vyloučení: 1:2

Diváků: 2 535
Norsko: Wifladt – Bakke, Henrik Petersen, Tor Gundersen, Villy Walbye – Bjerklund, Smefjell, Ragnar Nilsen – Annar Petersen, Per Olsen, Hellerud – Dalsøren, Einar Larsen.
Kanada: Edwards – Lamirande, Ted O’Connor, Treen, Sinden – Smith, Broden, McKenzie – Burns, Tom O’Connor, Myles - Samolenko, Attersley, Gagnon.
 Československo –  Polsko 	7:1 (4:0, 2:0, 1:1)
3. března 1958 (14:00) – Oslo (Jordal Amfi)

Branky Československa: 2:52 Stanislav Bacílek, 8:20 František Vaněk, 9:40 František Vaněk, 13:54 Ján Starší, 21:00 Miroslav Vlach, 30:35 Slavomír Bartoň, 59:59 Jaroslav Volf.

Branky Polska: 45:40 Henryk Regula.

Rozhodčí: Johan Narvestad (NOR), Andrej Starovojtov (URS)

Vyloučení: 7:6 (1:1)

Diváků: 250
ČSR: Vladimír Nadrchal – Karel Gut, František Tikal, Stanislav Bacílek, Jan Kasper – Miroslav Vlach, František Schwach, Slavomír Bartoň – František Vaněk, Václav Pantůček, Ján Starší – Jaroslav Volf, Václav Fröhlich, Jaroslav Jiřík.
Polsko: Józef Waclaw – Kazimierz Chodakowski, Augustyn Skorski, Stanislaw Olczyk, Henryk Regula – Józef Kurek, Rudolf Czech, Bronislaw Gosztyla – Stanislaw Jończyk, Sylvester Wilczek, Karol Burek – Jerzy Ogórczyk, Kazimierz Bryniarski, Kazimierz Malysiak.
 Kanada –  Finsko	24:0 (7:0, 7:0, 10:0)
3. března 1958 (17:30) – Oslo (Jordal Amfi)

Branky Kanady: 5:01 John McKenzie, 6:03 John McKenzie, 7:02 Tom O’Connor, 7:28 Tom O’Connor, 12:40 Sidney Smith, 16:27 George Gosselin, 19:06 Charles Burns, 20:32 Ted O’Connor, 26:35 a 27:32 John McKenzie, 30:00 Sandy Air, 38:21 Bus Gagnon, 38:31 Robert Attersley, 39:31 Ted O’Connor, 44:40 Conrad Broden, 45:05 Conrad Broden, 46:40 Tom O’Connor, 47:35 Harry Sinden, 48:30 Attersley, 48:55 Robert Attersley, 51:50 Sidney Smith, 54:55 Harry Sinden, 57:50 Ted O’Connor, 58:10 John McKenzie.

Rozhodčí: Jaroslav Pokorný (TCH), Ivan Jachonin (URS)

Vyloučení: 4:2

Diváků: 436
Kanada: Edwards – Lamirande, Ted O’Connor, Treen, Sinden –Tom O’Connor, Burns, Gosselin – Air, Attersley, Gagnon – Smith, Broden, McKenzie.
Finsko: Lahtinen – Lampainen, Koiso, Hakala, Vuorinen – Salmi, Hytönen, Luostarinen – Aro, Pollari, Nieminen – Nurmi, Pulli, Soini.
 Norsko –  USA 	1:6 (1:1, 0:2, 0:3)
3. března 1958 (21:00) – Oslo (Jordal Amfi)

Branky Norska: 11:33 Terje Hellerud.

Branky USA: 9:20 William Christian, 25:00 Weldon Olson, 37:32 Oscar Mahle, 44:48 William Christian, 47:24 John Mayasich, 53:35 Dick Meredith.

Rozhodčí: Quido Adamec (TCH), Jan Wycisk (POL)

Vyloučení: 5:8

Diváků: 2 033
Norsko: Wifladt – Bakke, Henrik Petersen, Tor Gundersen, Annar Peterson – Ragnar Nilsen, Brattås, Voigt – Walbye, Bjerklund, Christian Petersen – Hellerud, Dalsøren, Einar Larsen.
USA: Ikola – McKinnon, Petroske, Zifcak, Kirrane – Meredith, Mayasich, Olson – Roger Christian, William Christian, Gordon Christian – Mahle, Paul Johnson, Miller.
 Švédsko –  USA 	8:3 (3:2, 1:0, 4:1)
4. března 1958 (17:30) – Oslo (Jordal Amfi)

Branky Švédska: 5. Roland Stoltz, 6. Sigurd Bröms, 13. Carl-Göran Öberg, 38. Sven Tumba Johansson, 43. Hans Öberg, 51. Nisse Nilsson, 53. Erling Lindström, 54. Carl-Göran Öberg.

Branky USA: 10. John Mayasich, 12. William Christian, 57. Roger Christian.

Rozhodčí: Toni Neumayer (FRG), R. Clancy (ENG)

Diváků: 3 283
Švédsko: Flodqvist – Stoltz, Björn, Svedberg, Larsson – Bröms, Tumba Johansson, Carl-Göran Öberg – R. Pettersson, Nisse Nilsson, Lundvall – Erling Lindström, Westerlund, Hans Öberg.
USA: Ikola – McKinnon, Petroske, Lawman, Miller – Olsen, Mayasich (Johnson), Meredith – William Christian, Roger Christian, Gordon Christian – Zifcak, Johnson, Mahle.
 Československo –  SSSR 	4:4 (1:3, 2:0, 1:1)
4. března 1958 (21:00) – Oslo (Jordal Amfi)

Branky Československa: 13. Ján Starší, 21. Karel Gut, 32. Stanislav Bacílek, 59:40 Václav Pantůček.

Branky SSSR: 7. Vladimir Jelisarov, 8. Jurij Kopylov, 10. Vladimir Jelisarov, 57. Jurij Krylov.

Rozhodčí: Gösta Ahlin (SWE), Kurt Hauser (SUI)

Vyloučení: 0:0

Diváků: 3 153
ČSR: Jiří Kulíček – Karel Gut, František Tikal, Stanislav Sventek, Stanislav Bacílek – Miroslav Vlach, František Schwach, Slavomír Bartoň – František Vaněk, Václav Pantůček, Ján Starší – Jaroslav Volf, Václav Fröhlich, Jaroslav Jiřík.
SSSR: Jevgenij Jorkin – Nikolaj Sologubov, Ivan Tregubov, Genrich Sidorenkov, Dmitrij Ukolov – Konstantin Loktěv, Veniamin Alexandrov, Alexandr Čerepanov – Jurij Panťuchov, Alexej Guryšev, Nikolaj Chlystov – Vladimir Jelizarov, Jurij Kopylov, Jurij Krylov.
 Finsko –  Polsko 	2:2 (0:1, 0:1, 2:0)
5. března 1958 (19:00) – Oslo (Jordal Amfi)

Branky Finska: 46:35 Teppo Rastio, 59:52 Heino Pulli.

Branky Polska: 19:02 Józef Kurek, 31:50 Józef Kurek.

Rozhodčí: Toni Neumayer (FRG), Olle Viking (SWE)

Vyloučení: 3:1

Diváků: 505
Finsko: Niemi – Lampainen, Koiso, Hakala, Vuorinen – Salmi, Kilpiö, Rastio – Pulli, Hytönen, Luostarinen – Nieminen, Pollari, Nurmi.
Polsko: Waclaw – Chodakowski, Skórski, Olczyk, Regula – Kurek, Czech, Gosztyla – Pawelczyk, Wilczek, Burek – Ogórczyk, Bryniarski, Jończyk.
 SSSR –  Polsko 	10:1 (3:0, 5:1, 2:0)
6. března 1958 (10:00) – Oslo (Jordal Amfi) – původně 28. února

Branky SSSR: 11:11 Vladimir Jelisarov, 16:35 Jurij Kopylov, 18:10 Konstantin Loktěv, 21:40 Ivan Tregubov, 26:10 Jurij Kopylov, 27:05 Konstantin Loktěv, 27:20 Veniamin Alexandrov, 28:28 Veniamin Alexandrov, 51:55 Jurij Krylov, 53:01 Dmitrij Ukolov

Branky Polska: 31:10 Rudolf Czech.

Rozhodčí: Olle Viking (SWE), Kurt Hauser (SUI)

Vyloučení: 0:1

Diváků: 542 + 3 000 dětí
SSSR: Pučkov – Kučevskij, Tregubov, Sidorenkov, Ukolov – Loktěv, Alexandrov, Čerepanov – Panťuchov, Bystrov, Chlystov – Jelizarov, Kopylov, Krylov.
Polsko: Kocząb – Chodakowski, Skórski, Zawada, Regula – Pawelczyk, Wilczek, Ogórczyk – Jończyk, Bryniarski, Malysiak – Kurek, Czech, Gosztyla.
 Norsko –  Finsko 	1:2 (0:0, 1:0, 0:2)
6. března 1958 (14:00) – Oslo (Jordal Amfi)

Branky Norska: 25:30 Terje Hellerud.

Branky Finska: 43:27 Pertti Nieminen, 44:35 Raimo Kilpiö.

Rozhodčí: Jaroslav Pokorný (TCH), Quido Adamec (TCH)

Vyloučení: 2:4

Diváků: 396
Norsko: Wifladt – Bakke, Henrik Petersen, Tor Gundersen, Annar Peterson – Walbye, Per Olson, Hellerud - Dalsøren, Einar Larsen, Bjerklund – Voigt, Ragnar Nilsen.
Finsko: Niemi – Lampainen, Koiso, Nurmi, Nieminen – Kilpiö, Rastio, Hakala – Pulli, Vuorinen, Luostarinen.
 Kanada –  Švédsko 	10:2 (6:0, 1:1, 3:1)
6. března 1958 (17:30) – Oslo (Jordal Amfi)

Branky Kanady: 1:41 Sidney Smith, 2:30 Tom O’Connor, 8:20 John McKenzie, 12:11 Conrad Broden, 13:37 Charles Burns, 14:32 Robert Attersley, 22:45 Sidney Smith, 48:40 George Gosselin, 55:05 Ted O’Connor, 59:35 George Gosselin.

Branky Švédska: 26:20 Ronald Pettersson, 57:19 Nisse Nilsson.

Rozhodčí: Andrej Starovojtov (URS), Toni Neumayer (FRG)

Vyloučení: 14:6 (2:1, 2:0)

Diváků: 6 390
Kanada: Edwards – Lamirande, Ted O’Connor, Treen, Sinden – Samolenko, Attersley, Gagnon – Tom O’Connor, Burns, Gosselin – Smith, Broden, McKenzie.
Švédsko: Flodqvist – Stoltz, Björn, Svedberg, Vilgot Larsson – Bröms, Tumba Johansson, Carl-Göran Öberg – R. Pettersson, Nisse Nilsson, Lundvall – Lindström, Westerlund, Hans Öberg.
 Československo –  USA 	2:2 (1:0, 1:1, 0:1)
6. března 1958 (21:00) – Oslo (Jordal Amfi)

Branky Československa: 5:55 František Vaněk, 23:20 Jaroslav Volf.

Branky USA: 30:24 Gord Christian, 46:35 Roger Christian.

Rozhodčí: Gösta Ahlin (SWE), R. Clancy (ENG)

Vyloučení: 3:3 (0:1)

Diváků: 2 862
ČSR: Jiří Kulíček – Karel Gut, František Tikal, Stanislav Sventek, Jan Kasper – Miroslav Vlach, František Schwach, Miloslav Šašek – František Vaněk, Václav Pantůček, Ján Starší – Jaroslav Volf, Václav Fröhlich, Stanislav Bacílek.
USA: Donald Rigazio – Dan McKinnon, Jack Petroske, Ed Miller, Larry Lawman – Dick Meredith, John Mayasich, Weldon Olson – William Christian, Roger Christian, Gord Christian – Edward Zifcak, Paul Johnson, Oscar Mahle.
 Švédsko –  Polsko 	12:2 (2:1, 6:1, 4:0)
7. března 1958 (14:00) – Oslo (Jordal Amfi)

Branky Švédska: 17:05 Nisse Nilsson, 17:35 Nisse Nilsson, 22:20 Vilgot Larsson, 23:32 Nisse Nilsson, 26:34 Lars Björn, 28:51 Ronald Pettersson, 35:05 Sigurd Bröms, 37:01 Erling Lindström, 40:21 Sven Tumba Johansson, 40:42 Sven Tumba Johansson, 42:05 Hans Öberg, 58:45 Gösta Westerlund.

Branky Polska: 5:45 Józef Kurek, 36:17 Kazimierz Bryniarski.

Rozhodčí: Jaroslav Pokorný (TCH), Risto Lindroos (FIN)

Vyloučení: 1:2

Diváků: 1 341
Švédsko: Flodqvist – Stoltz, Björn, Svedberg, Vilgot Larsson – Bröms, Tumba Johansson, Carl-Göran Öberg – R. Pettersson, Nisse Nilsson, Lundvall – Lindström, Westerlund, Hans Öberg.
Polsko: Kocząb (Waclaw) – Chodakowski, Skórski, Olczyk, Regula – Pawelczyk, Wilczek, Burek – Jończyk, Bryniarski, Malysiak – Kurek, Czech, Gosztyla.
 Československo –  Kanada 	0:6 (0:2, 0:0, 0:4)
7. března 1958 (17:30) – Oslo (Jordal Amfi)

Branky Kanady: 2:37 Bus Gagnon, 16:10 Conrad Broden, 41:10 Bus Gagnon, 45:05 Harry Sinden, 49:59 George Gosselin, 54:10 George Gosselin.

Rozhodčí: Kurt Hauser (SUI), Olle Viking (SWE) – rozhodčího Hausera, který odstoupil po druhé třetině pro zranění, nahradil Toni Neumayer (FRG).

Vyloučení: 2:5 (0:0, 0:2)

Diváků: 5 301
ČSR: Vladimír Nadrchal – Karel Gut, František Tikal, Stanislav Bacílek, Jan Kasper - Miroslav Vlach, František Schwach, Miloslav Šašek – František Vaněk, Václav Pantůček, Ján Starší – Jaroslav Volf, Václav Fröhlich, Jaroslav Jiřík.
Kanada: Roy Edwards – Jean-Paul Lamirande, Alf Treen, Harry Sinden, Ted O’Connor - Tom O’Connor, Charles Burns, George Gosselin – John McKenzie, Conrad Broden, Sidney Smith – Sandy Air, Robert Attersley, Bus Gagnon.
 SSSR –  USA 	4:1 (1:0, 2:0, 1:1)
7. března 1958 (21:00) – Oslo (Jordal Amfi)

Branky SSSR: 6:36 Konstantin Loktěv, 20:50 Konstantin Loktěv, 25:05 Genrich Sidorenkov, 46:52 Jurij Kopylov.

Branky USA: 55:06 William Christian.

Rozhodčí: Johan Narvestad (NOR), Gösta Ahlin (SWE)

Vyloučení: 2:4

Diváků: 6:426
SSSR: Pučkov – Sologubov, Tregubov, Sidorenkov, Ukolov – Loktěv, Alexandrov, Čerepanov – Panťuchov, Guryšev, Chlystov – Jelizarov, Kopylov, Krylov.
USA: Rigazio – Mayasich, Petroske, McKinnon – W. Christian, R. Christian, G. Christian – Zifcak, Weldon Olson, Meredith.
 Kanada –  USA 	12:1 (4:0, 2:0, 6:1)
8. března 1958 (14:00) – Oslo (Jordal Amfi)

Branky Kanady: 1:45 George Samolenko, 6:29 Conrad Broden, 13:30 Ted O’Connor, 18:46 Alf Treen, 28:30 John McKenzie, 35:56 Conrad Broden, 41:54 Gordon Myles, 47:49 Gordon Myles, 49:28 Conrad Broden, 52:50 George Samolenko, 54:10 Sidney Smith, 54:40 Conrad Broden

Branky USA: 41:28 Meredith.

Rozhodčí: Andrej Starovojtov (URS), Gösta Ahlin (SWE)

Vyloučení: 3:1

Diváků: 5 011
Kanada: Edwards – Treen, Sinden, Lamirande, Ted O’Connor – Tom O’Connor, Burns, Gosselin – McKenzie, Broden, Smith – Samolenko, Attersley, Myles.
USA: Rigazio – Miller, Petroske, Lawman – R. Christian, W. Christian, G. Christian – Zifcak, Weldon Olson, Meredith.
 SSSR –  Švédsko 	4:3 (1:0, 2:2, 1:1)
8. března 1958 (17:30) – Oslo (Jordal Amfi)

Branky SSSR: 5:05 Jurij Panťuchov, 27:20 Veniamin Alexandrov, 36:23 Vladimir Jelizarov, 52:50 Alexandr Čerepanov.

Branky Švédska: 21:28 Sigurd Bröms, 37:10 Carl-Göran Öberg], 47:32 Lars-Eric Lundvall.

Rozhodčí: Johan Narvestad (NOR), R. Clancy (ENG)

Vyloučení: 3:2 (0:0)

Diváků: 6 787
SSSR: Jorkin (47. Pučkov) – Sologubov, Tregubov, Sidorenkov, Ukolov – Loktěv, Alexandrov, Čerepanov – Panťuchov, Guryšev, Chlystov – Jelizarov, Kopylov, Krylov.
Švédsko: Flodqvist – Stoltz, Björn, Svedberg, Vilgot Larsson – Bröms, Tumba Johansson, Carl-Göran Öberg – R. Pettersson, Nisse Nilsson, Lundvall – Lindström, Westerlund, Hedlund.
 Československo –  Norsko 	2:0 (1:0, 1:0, 0:0)
8. března 1958 (21:00) – Oslo (Jordal Amfi)

Branky Československa: 15:15 Miroslav Vlach, 39:05 Jan Kasper.

Rozhodčí: Olle Viking (SWE), Ivan Jachonin (URS)

Vyloučení: 1:1 (1:0)

Diváků: 478
ČSR: Jiří Kulíček – Karel Gut, František Tikal, Stanislav Sventek, Jan Kasper - Miroslav Vlach, František Schwach, Miloslav Šašek – Slavomír Bartoň, Václav Pantůček, Ján Starší – Jaroslav Volf, Václav Fröhlich, Jaroslav Jiřík.
Norsko: Lorang Wifladt – Roar Bakke, Christian Petersen, Thor Gundersen, Per Brattas – Per Voigt, Ragnar Nilsen, Annar Petersen – Willy Walbye, Per Skjerwen Olsen, Egil Bjerklund – Terje Hellerud, Olav Dalsøren, Einar Bruno Larsen.
  USA –  Finsko 	4:2 (2:0, 1:1, 1:1)
9. března 1958 (9:00) – Oslo (Jordal Amfi)

Branky USA: 13:10 Oscar Mahle, 14:25 Oscar Mahle, 20:10 William Christian, 47:36 William Christian.

Branky Finska: 24:21 Jorma Salmi, 53:11 Voitto Soini.

Rozhodčí: Jaroslav Pokorný (TCH), Quido Adamec (TCH)

Vyloučení: 2:3

Diváků: asi 2 000 (volný vstup)
USA: Ikola – Miller, Petroske, Lawman – R. Christian, Mahle, G. Christian – W. Christian, Weldon Olson, Meredith.
Finsko: Lahtinen – Lampainen, Koiso, Nurmi, Pulli – Kilpiö, Rastio, Hakala – Nieminen, Luostarinen, Soini – Vuorinen, Pollari, Salmi.
 Norsko –  Polsko 	8:3 (1:1, 3:2, 4:0)
9. března 1958 (12:30) – Oslo (Jordal Amfi)

Branky Norska: 15:25 Olav Dalsøren, 21:14 Terje Hellerud, 34:46 Henrik Petersen, 36:40 Olav Dalsøren, 42:01 Thor Gundersen, 46:28 Per Skjerwen Olsen, 46:48 Per Skjerwen Olsen, 53:43 Annar Petersen.

Branky Polska: 1:28 Rudolf Czech, 29:31 Józef Kurek, 29:45 Roman Pawelczyk.

Rozhodčí: Toni Neumayer (FRG), Ivan Jachonin (URS)

Vyloučení: 1:2

Diváků: 742
Norsko: Wifladt – Bakke, Henrik Petersen, Gundersen, Bjerklund – Hellerud, Dalsøren, Einar Larsen – Annar Petersen, Walbye, Henrik Petersen - Ragnar Nilsen, Kristian Petersen.
Polsko: Waclaw – Chodakowski, Skórski, Olczyk, Regula – Pawelczyk, Wilczek, Ogórczyk – Jończyk, Bryniarski, Malysiak – Kurek, Czech, Gosztyla.
 Československo –  Švédsko 	1:7 (1:2, 0:3, 0:2)
9. března 1958 (15:30) – Oslo (Jordal Amfi)

Branky Československa: 18:38 Ján Starší.

Branky Švédska: 8:30 Lars-Eric Lundvall, 15:14 Carl-Göran Öberg, 24:22 Sigurd Bröms, 31:20 Sven Tumba Johansson, 31:40 Hans Öberg, 46:50 Ronald Pettersson, 52:10 Lars-Eric Lundvall.

Rozhodčí: Andrej Starovojtov (URS), R. Clancy (ENG)

Vyloučení: 1:4 (0:0)

Diváků: 4 657
ČSR: Jiří Kulíček (33. Vladimír Nadrchal) – Karel Gut, František Tikal, Jan Kasper, Stanislav Sventek – Miloslav Šašek, František Schwach, Miroslav Vlach – Ján Starší, Václav Pantůček, Stanislav Bacílek – Jaroslav Volf, Václav Fröhlich, Jaroslav Jiřík.
Švédsko: Thord Flodqvist – Roland Stoltz, Lars Björn, Hans Svedberg, Vilgot Larsson – Ronald Pettersson, Nisse Nilsson, Lars-Eric Lundvall – Sigurd Bröms, Sven Tumba Johansson, Carl-Göran Öberg – Erling Lindström, Gösta Westerlund, Hans Öberg.
 Kanada –  SSSR 	4:2 (0:1, 1:0, 3:1)
9. března 1958 (19:00) – Oslo (Jordal Amfi)

Branky Kanady: 38:30 Robert Attersley, 51:23 Conrad Broden, 56:15 Jean-Paul Lamirande, 56:45 Bus Gagnon.

Branky SSSR: 2:34 Veniamin Alexandrov, 52:05 Konstantin Loktěv.

Rozhodčí: Gösta Ahlin (SWE), Olle Viking (SWE)

Vyloučení: 5:2 (1:1)

Diváků: 8 704
Kanada: Edwards – Lamirande, Ted O’Connor, Treen, Sinden - Gosselin, Attersley, Samolenko – McKenzie, Broden, Smith – Tom O’Connor, Burns, Gagnon.
SSSR: Pučkov – Sologubov, Tregubov, Sidorenkov, Ukolov – Loktěv, Alexandrov, Čerepanov – Panťuchov, Guryšev, Chlystov – Jelizarov, Kopylov, Krylov.

## Statistiky

### Nejlepší hráči podle direktoriátu IIHF
| Brankář | Vladimír Nadrchal |
| Obránce | Ivan Tregubov     |
| Útočník | Charles Burns     |

### Kanadské bodování
| Poř. | Kanadské bodování    | Branky | Přihrávky | Body |
| ---- | -------------------- | ------ | --------- | ---- |
| 1.   | Conrad Broden        | 11     | 7         | 18   |
| 2.   | John McKenzie        | 12     | 5         | 17   |
| 3.   | Robert Attersley     | 10     | 7         | 17   |
| 3.   | Sidney Smith         | 9      | 5         | 14   |
| 5.   | Sven Tumba Johansson | 7      | 7         | 14   |
| 6.   | Veniamin Alexandrov  | 4      | 10        | 14   |
| 7.   | Carl-Göran Öberg     | 5      | 8         | 13   |
| 8.   | Nisse Nilsson        | 7      | 4         | 11   |
| 8.   | Konstantin Loktěv    | 7      | 4         | 11   |
| 8.   | Tom O´Connor         | 7      | 4         | 11   |

### Soupiska Kanady
Kanada (Whitby Dunlops)

Brankáři: Roy Edwards, John Henderson.

Obránci: Alf Treen, Harry Sinden, Ted O’Connor, Jean-Paul Lamirande.

Útočníci: Sidney Smith, Conrad Broden, John McKenzie, Robert Attersley, Bus Gagnon, Tom O’Connor, Gordon Myles, Sandy Air, Charles Burns, George Samolenko, George Gosselin.

Trenér: Sidney Smith (hrající trenér)

### Soupiska SSSR
SSSR

Brankáři: Nikolaj Pučkov, Jevgenij Jorkin.

Obránci: Nikolaj Sologubov, Ivan Tregubov, Genrich Sidorenkov, Dmitrij Ukolov, Alfred Kučevskij.

Útočníci: Jurij Panťuchov, Alexej Guryšev, Nikolaj Chlystov, Konstantin Loktěv, Veniamin Alexandrov, Alexandr Čerepanov, Jurij Krylov, Jurij Kopylov, Vladimir Jelisarov, Valentin Bystrov.

Trenéři: Anatolij Tarasov, Vladimir Jegorov.

### Soupiska Švédska
Švédsko

Brankáři: Thord Flodqvist, Rune Gudmundsson.

Obránci: Lars Björn, Gert Blomé, Vilgot Larsson, Roland Stoltz, Hans Svedberg.

Útočníci: Sigurd Bröms, Karl-Sören Hedlund, Erling Lindström, Lars-Eric Lundvall, Nisse Nilsson, Ronald Pettersson, Sven Tumba Johansson, Gösta Westerlund, Carl-Göran Öberg, Hans Öberg.

Trenér: Ed Riegle.

### Soupiska Československa
4.  Československo

Brankáři: Vladimír Nadrchal, Jiří Kulíček.

Obránci:  – Karel Gut, František Tikal, Stanislav Bacílek, Jan Kasper, Stanislav Sventek.

Útočníci: Ján Starší, Slavomír Bartoň, Václav Pantůček, Miloslav Šašek, František Schwach, Miroslav Vlach, Jaroslav Volf, Václav Fröhlich, Jaroslav Jiřík, František Vaněk.

Trenér: Bohumil Rejda.

### Soupiska USA
5.  USA 

Brankáři: Donald Rigazio, Willard Ikola.

Obránci: Dan McKinnon, Jack Petroske, Ed Miller, Larry Lawman.

Útočníci: Dick Meredith, John Mayasich, Weldon Olson, Gord Christian, William Christian, Roger Christian, Edward Zifcak, Paul Johnson, Oscar Mahle, Jack Kirrane.

Trenér: Cal Marvin.

### Soupiska Finska
6.  Finsko

Brankáři: Esko Niemi, Juhani Lahtinen.

Obránci: Matti Lampainen, Erkki Koiso, Mauno Nurmi, Pasi Vuorinen.

Útočníci: Raimo Kilpiö, Heino Pulli, Teppo Rastio, Yrjö Hakala, Pertti Nieminen, Eino Pollari, Jorma Salmi, Voitto Soini, Esko Luostarinen, Kari Aro, Erkki Hytönen.

Trenér: Aarne Honkavaara.

### Soupiska Norska
7.  Norsko

Brankáři: Lorang Wifladt, Frank Steinbø.

Obránci: Roar Bakke, Per Brattas, Egil Bjerklund, Thor Gundersen, Christian Petersen.

Útočníci: Per Voigt, Georg Smefjell, Ragnar Nilsen, Terje Hellerud, Olav Dalsøren, Einar Bruno Larsen, Annar Petersen, Willy Walbye, Henrik Petersen, Per Skjerwen Olsen.

Trenér: Johnny Larntvedt.

### Soupiska Polska
8.  Polsko

Brankáři: Edward Koczab, Józef Waclaw.

Obránci: Kazimierz Chodakowski, Stanislaw Olczyk, Henryk Regula, Augustyn Skorski, Marian Zawada.

Útočníci: Józef Kurek, Rudolf Czech, Bronislaw Gosztyla, Roman Pawelczyk, Sylvester Wilczek, Karol Burek, Jerzy Ogórczyk, Kazimierz Bryniarski, Kazimierz Malysiak, Stanislaw Jończyk.

Trenéři: Andrzej Wolkowski, Wladyslaw Wiro-Kiro.